# Ракел Бруни
Ракел Бруни (итал. Rachele Bruni; Фиренца, 4. новембар 1990) је италијанска пливачица и осмострука освајачица златне медаље на Европском првенству.

## Биографија
Рођена је 4. новембра 1990. у Фиренци. Године 2015. је постала прва италијанска пливачица која је освојила Светски куп на 10 километара маратон. Успех је поновила 2016. године.
На Летњим олимпијским играма 2016. у Рио де Жанеиру освојила је сребрну медаљу на 10 километара маратон. Првобитно је освојила бронзану медаљу, када је Орели Милер дисквалификована. Медаљу је посветила својој девојци, Дилети Фаини.
Године 2019. је по трећи пут освојила светску маратонску сезону. Током Светског првенства 2019, одржаног у Квангџуу, освојила је бронзану медаљу на 10 километара и сребрну медаљу на 5 километара тимско.